# Nombres filipinos
La redacción de los nombres filipinos tiene su origen en las diversas culturas y costumbres de los habitantes del archipiélago.  El Código Civil de Filipinas en su título XIII regula la formación correcta de los nombres y apellidos garantizando la identidad de una persona.

## Reglas de formación del nombre de una persona
Debido a la combinación de las convenciones hispana y estadounidense en la estructura de los nombres de los ciudadanos filipinos, el Código Civil de las Filipinas establece las siguientes condiciones:
- Los hijos legítimos y legitimados deberán usar principalmente el apellido del padre.
- Un hijo natural reconocido por ambos padres deberá usar principalmente el apellido del padre.  Si es reconocido por solo uno de los padres, el hijo natural deberá usar el apellido del padre que lo reconoce.
- Una mujer casada podrá conservar su nombre de soltera o usar:
  - su nombre de soltera, su apellido y el apellido de su esposo,
  - su nombre de soltera y el apellido de su esposo, o
  - el nombre completo del esposo, pero antecedido de una palabra que indique que es la esposa, como “Sra.”
- Para dar identidad a los nombres y apellidos, la persona más joven deberá usar nombres o apellidos adicionales evitando confusiones.
- Para dar identidad a los nombres y apellidos entre ascendientes y descendientes, solo en los hijos varones y padres que tengan el mismo nombre y apellido se podrán usar los sufijos generacionales Jr. (abreviación de Junior, que significa hijo) y Sr. (abreviación de Senior, que significa padre), respectivamente.  Los nietos y otros descendientes masculinos deberán: 
  - agregar un segundo nombre (middle name), el apellido de la madre, o
  - agregar el número romano II, III, etc.

## Estructura del nombre
|           | Nombre(s) propio(s), (name)                                       | Apellido materno, (middle name)                    | Apellido paterno, (last name) |
| --------- | ----------------------------------------------------------------- | -------------------------------------------------- | ----------------------------- |
| Notas     | Si hay varios nombres, se pueden abreviar usando la letra inicial | Se puede omitir o abreviar usando la letra inicial | Siempre debe estar presente   |
| Ejemplo 1 | Margarita                                                         | Gómez                                              | Mangahas                      |
| Ejemplo 2 | Margarita                                                         |                                                    | Mangahas                      |
| Ejemplo 3 | Alfonso María                                                     | Mangahas                                           | Cuyegkeng                     |
| Ejemplo 4 | Alfonso M.                                                        | Mangahas                                           | Cuyegkeng                     |
| Ejemplo 5 | Alfonso María                                                     | M.                                                 | Cuyegkeng                     |
| Ejemplo 6 | Alfonso M.                                                        | M.                                                 | Cuyegkeng                     |
| Ejemplo 7 | Alfonso María                                                     |                                                    | Cuyegkeng                     |
| Ejemplo 8 | Alfonso Ma.                                                       |                                                    | Cuyegkeng                     |

Los nombres de los ejemplos 1 y 2 identifican a la misma persona, Margarita Gómez Mangahas.  Las diversas redacciones del nombre de los ejemplos 3 al 8 también se refieren a una misma persona, Alfonso María Mangahas Cuyegkeng.

## Ejemplos
Una mujer soltera tiene el nombre Margarita Gómez Mangahas, “Margarita” es su nombre, “Gómez” su apellido materno (middle name)  y “Mangahas” su apellido paterno (last name).  Su nombre generalmente se abrevia como “Margarita G. Mangahas” o “Margarita Mangahas”.  Si se casa con un hombre llamado Antonio Ong Cuyegkeng, ella puede llevar los siguientes nombres:
- Margarita Gómez Mangahas Cuyegkeng (abreviado como "Margarita G. Mangahas Cuyegkeng" o "Margarita Mangahas Cuyegkeng")
- Margarita Mangahas Cuyegkeng (abreviado como "Margarita M. Cuyegkeng" o "Margarita Cuyegkeng")
- Mrs. Antonio Ong Cuyegkeng
- Margarita Gómez Mangahas

Todos los hijos de ese matrimonio automáticamente llevarán el apellido materno (middle name) de “Mangahas” y “Cuyegkeng” como su apellido paterno (last name).  Pueden llevar tantos nombres (first name) como deseen los padres (generalmente de uno a tres).
Su hijo “Alfonso María” llevará el nombre completo Alfonso María Mangahas Cuyegkeng abreviado como "Alfonso María M. Cuyegkeng", o "Alfonso Ma. M. Cuyegkeng."
Si por razones de espacio Alfonso María Mangahas Cuyegkeng no puede escribir su nombre completo, puede abreviarlo como "Alfonso M. Cuyegkeng" (omitiendo la letra inicial del apellido materno) o "Alfonso M. M. Cuyegkeng" (incluyendo la letra inicial del apellido materno).